# Humanitární bombardování
Humanitární bombardování je pojem ražený původně pro bombardování Svazové republiky Jugoslávie zeměmi Severoatlantické aliance (NATO) v roce 1999 v průběhu války v Kosovu (24. března 1999 – 10. června 1999), používaný kritiky této války coby ironický oxymóron jako odpověď na akce NATO, které měly ochránit obyvatele Kosova. Později byl používán i pro jiné vojenské intervence zdůvodňované humanitárními důvody.    
Citát je někdy mylně přisuzován Václavu Havlovi. Havel autorství tohoto termínu mnohokrát odmítl.

## Původ
Termín bývá chybně připisován Václavu Havlovi, tehdejšímu prezidentovi České republiky, kritikovi režimu Slobodana Miloševiće a jeho intervence v Kosovu.
Adjektivum „humanitární“ v souvislosti s bombovými nálety připisuje Havlovi text italského listu La Repubblica, kde vyšel 23. dubna 1999 a kde se objevuje tvrzení: 
| „                                              | Ve věci intervence NATO v Kosovu se domnívám, že je zde jeden faktor, který nikdo nemůže popřít: Nálety, bomby nebyly vyprovokovány nějakým konkrétním zájmem. Mají tedy charakter výlučně humanitární: ve hře tu jsou principy, lidská práva, kterým je přisouzena priorita i vzhledem k suverenitě států. A to dává legitimitu útoku na Jugoslávskou federaci i bez mandátu OSN. | “ |
| — Slova Václava Havla dle deníku La Republicca | |   |

Článek byl převzat francouzským deníkem Le Monde, kde vyšel 29. dubna. Text článku má vycházet z rozhovoru, který Václav Havel poskytl 14. dubna 1999 před svou cestou do USA agentuře Reuters. Přepis tohoto rozhovoru se ovšem značně odlišuje, termín „humanitární bombardování“, dokonce ani slovo „bomby“ či „bombardování“ neobsahuje. Obsahuje pasáž:
| „ | Já myslím, že nejdůležitější je, aby bylo zastaveno vyvražďování, aby se mohli uprchlíci zvolna vracet a aby nastalo opět nějaké nové kolo politických jednání o statutu budoucího Kosova. Ale ze všeho nejdůležitější se mi zdá být přítomnost mírových sborů, která samozřejmě by bylo nejlépe, kdyby tam byla za souhlasu Jugoslávie, aby tam nebyly jako okupanti nebo jako válčící strana. Neboť ta přítomnost mírových sborů je přesně tím instrumentem, který může znamenat klíč ke všemu ostatnímu. I k tomu zastavení toho vyvražďování a vyhánění lidí z domovů i k eventuálním – vytvořit jakýsi prostor pro eventuální další politická jednání, k zabránění té katastrofě humanitární, jak se to nazývá, k té humanitární asistenci. K tomu všemu by napomohla přítomnost těch mírových sborů. | “ |

K formování povědomí o humanitárním bombardování ve spojitosti s Václavem Havlem zřejmě přispěla i zpráva francouzské agentury AFP z 28. dubna 1999, která obsahuje text, že podle Havla „má bombardování výhradně humanitární povahu“. Tuto zprávu citovala Česká tisková kancelář (ČTK), od níž ji převzaly deníky Blesk a Právo. Přímo sousloví humanitarian bombing připsal Havlovi v roce 2002 radikálně „anti-imperialistický“ francouzský web Le Grand Soir, který ho kritizuje jako „dalšího proměněného humanistu, který se dnes raduje z útoku proti Iráku“.
Přesné slovní spojení „humanitární bombardování“ v českém prostředí použil Richard Falbr, kandidát do Evropského parlamentu, v pořadu TV Nova Sedmička vysílaném 23. května 2004: „...řekl jsem, že člověk, který použil termín ‚humanitární bombardování‘, nemá co dělat ve funkci prezidenta Evropské unie.“ Falbr se následně v tiskovém prohlášení odkazoval na článek Le Mondu: „Dne 29. dubna 1999 uvedl Václav Havel pro francouzský deník Le Monde toto: ‚Domnívám se, že během zásahu NATO na Kosovu existuje jeden činitel, o kterém nikdo nemůže pochybovat: nálety, bomby nejsou vyvolány hmotným zájmem. Jejich povaha je výlučně humanitární…‘ – opravdu vkusné!“.

## Stanovisko prezidenta a premiéra
Havel ostře odmítl, že by byl autorem termínu „humanitární bombardování“. „Obskurní pojem ‚humanitární bombardování‘ jsem samozřejmě nejen nevymyslel, ale nikdy ani nepoužil a použít nemohl, neboť mám – troufám si tvrdit – vkus. (Něco jiného je postoj k Miloševičovi a jeho genocidním praktikám, v tom se asi opravdu s panem senátorem rozcházíme.) Jinými slovy: co pan Falbr říká, je čistá a zlovolná lež. Mohu k ní dodat jen to, že lidé, kteří lžou, nepatří do Evropského parlamentu.“
Ve zprávě ČTK převzaté do článku z 29. března 1999 zpravodajským serverem iDNES.cz je uvedena odpověď premiéra Miloše Zemana na otázku, zda česká vláda o útocích NATO na Jugoslávii hlasovala:
| „ | Vzhledem k tomu, že celá záležitost byla operativní a že vyžadovala rozhodnutí v intervalu dvaceti až třiceti minut, po konzultaci s ministrem zahraničí jsem se rozhodl tak, jak jsem rozhodl, a to v sobotu 20. března odpoledne s tím, že jde o útoky na ryze vojenské, nikoli civilní cíle, a že se jedná o ty vojenské akce, které mají zabránit humanitární katastrofě. | “ |